# Miopsalis pulicaria
Miopsalis pulicaria - gatunek kosarza z podrzędu Cyphophthalmi i rodziny Stylocellidae. Jest jedynym znanym przedstawicielem monotypowego rodzaju Miopsalis.

## Występowanie
Gatunek endemiczny dla Malezji, gdzie występuje na wyspie Pulu Pinang w stanie Penang.